# Catasetinae
Sous-tribu
Classification phylogénétique
La sous-tribu des Catasetinae est une sous-tribu d'orchidées de la sous-famille des Epidendroideae et de la tribu des Cymbidieae. Elle comprend 7 genres et environ 300 espèces, principalement épiphytes originaires d'Amérique Centrale et d'Amérique du Sud

## Liste des genres
- Catasetum (80 à 120 espèces)
- Clowesia (7 espèces)
- Cycnoches (environ 30 espèces)
- Dressleria (10 espèces)
- Galeandra  (37 espèces)
- Grobya (5 espèces)
- Mormodes (environ 70 espèces)

## Biologie
Les fleurs sont pollinisées uniquement pas les abeilles de la tribu des Euglossini.